# Prototyp (Technik)
Ein Prototyp (von altgriechisch πρωτότυπον prōtótypon, deutsch ‚erste Bildung, Urbild, Original‘) stellt in der Technik ein für die jeweiligen Zwecke funktionsfähiges, oft aber auch vereinfachtes Versuchsmodell eines geplanten Produktes oder Bauteils dar. Es kann dabei nur rein äußerlich oder auch technisch dem Endprodukt entsprechen. Ein Prototyp dient oft als Vorbereitung einer Serienproduktion, kann aber auch als Einzelstück geplant sein, das nur ein bestimmtes Konzept illustrieren soll. Mit dem Prototyp wird einerseits die Tauglichkeit, andererseits die Akzeptanz geprüft. Entsprechend ist der Prototyp auch ein wesentlicher Entwicklungsschritt im Rahmen des Designs und wird nicht nur in technischen Zusammenhängen genutzt.
Prototyping bezeichnet dabei verschiedene moderne Verfahren der Prototypenherstellung.

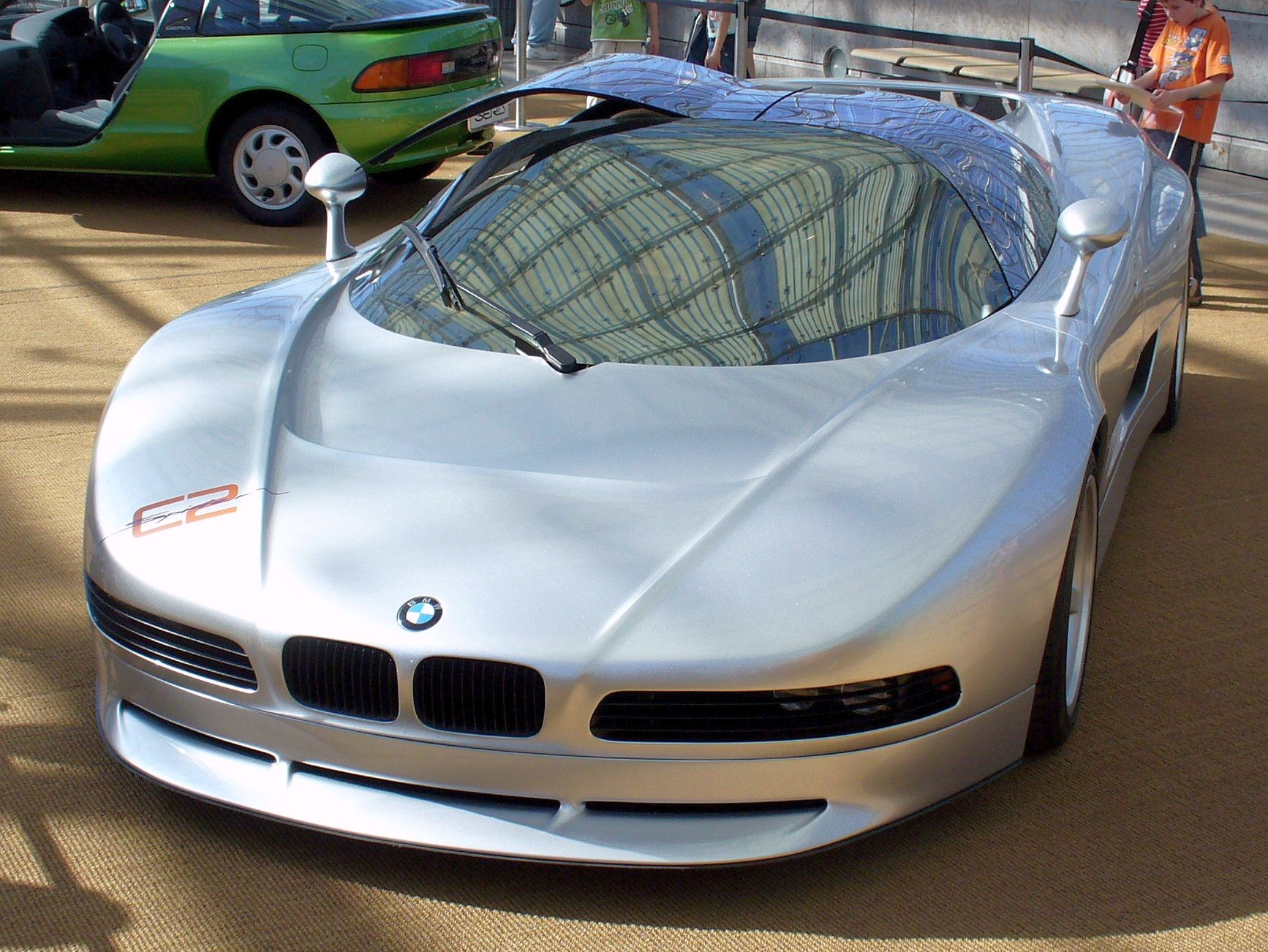
Prototyp von Italdesign für einen BMW-Sportwagen (1991), stilistische Merkmale späterer Serienmodelle sind daran zu erkennen

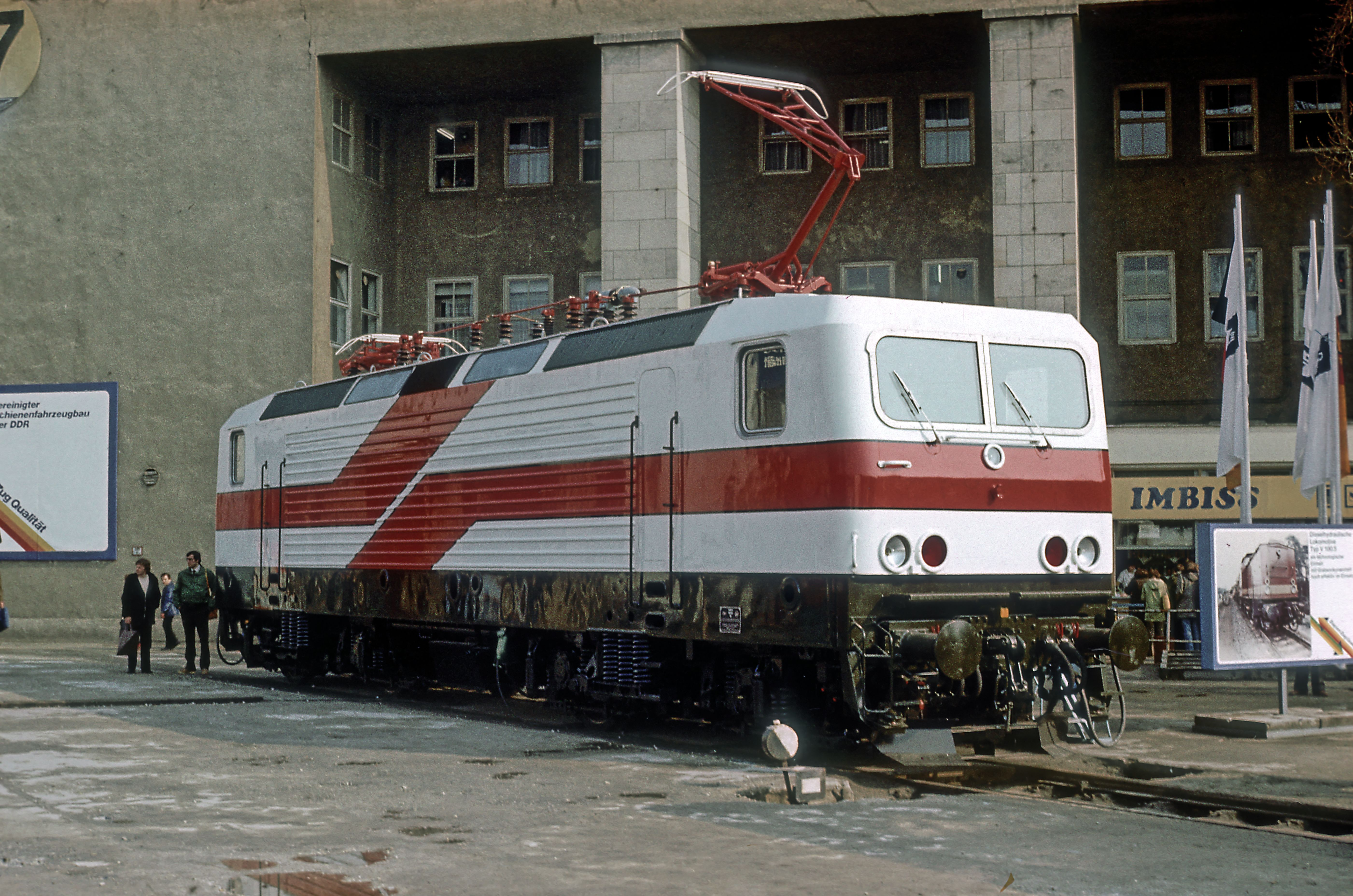
Beispiel für eine Probelokomotive: Der Prototyp 212 001 auf der Leipziger Frühjahrsmesse im Jahr 1982

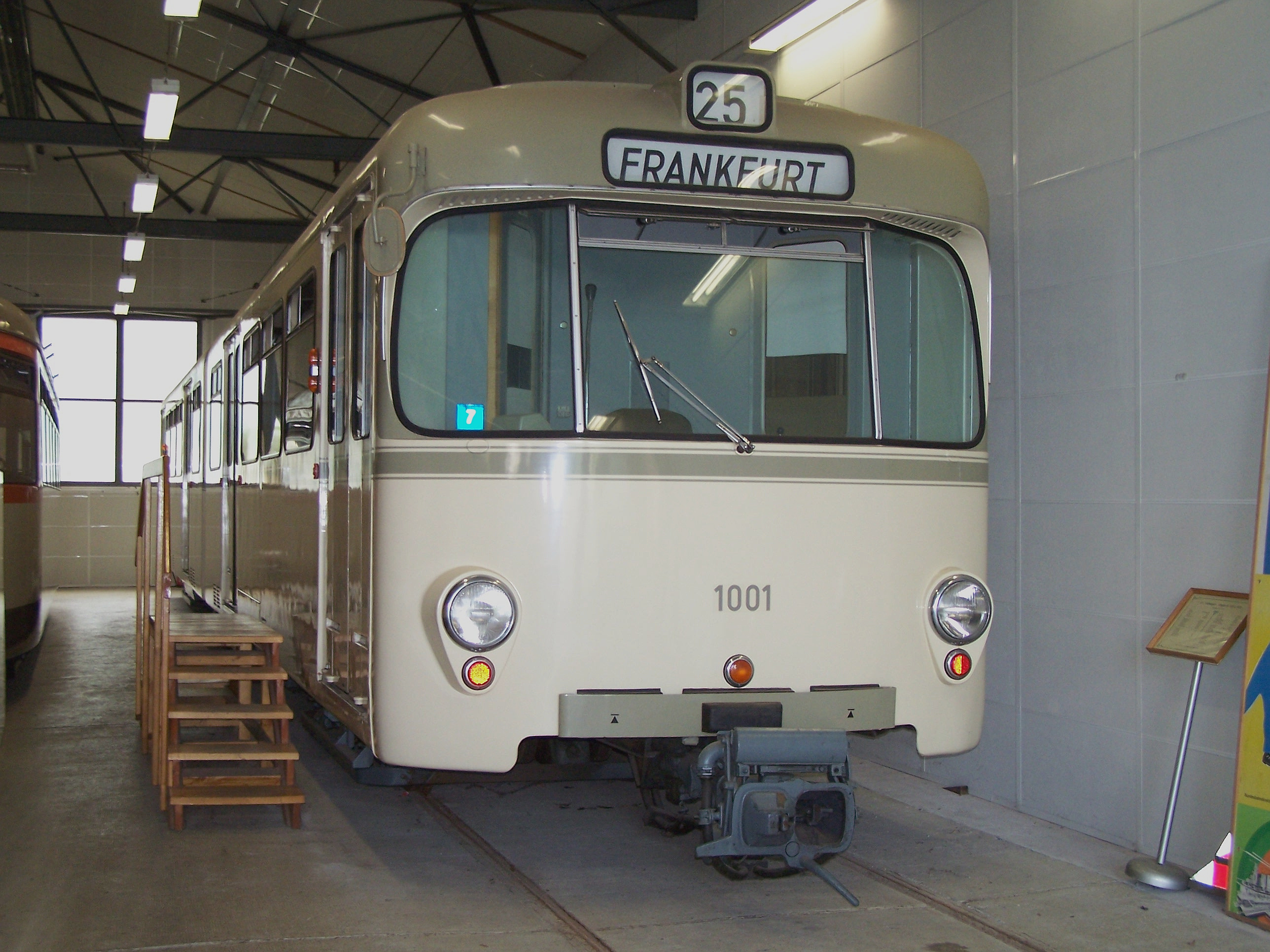
Der Prototyp des weltweit ersten echten Stadtbahn-Triebwagens vom DUEWAG Typ U1 im Verkehrsmuseum in Frankfurt-Schwanheim

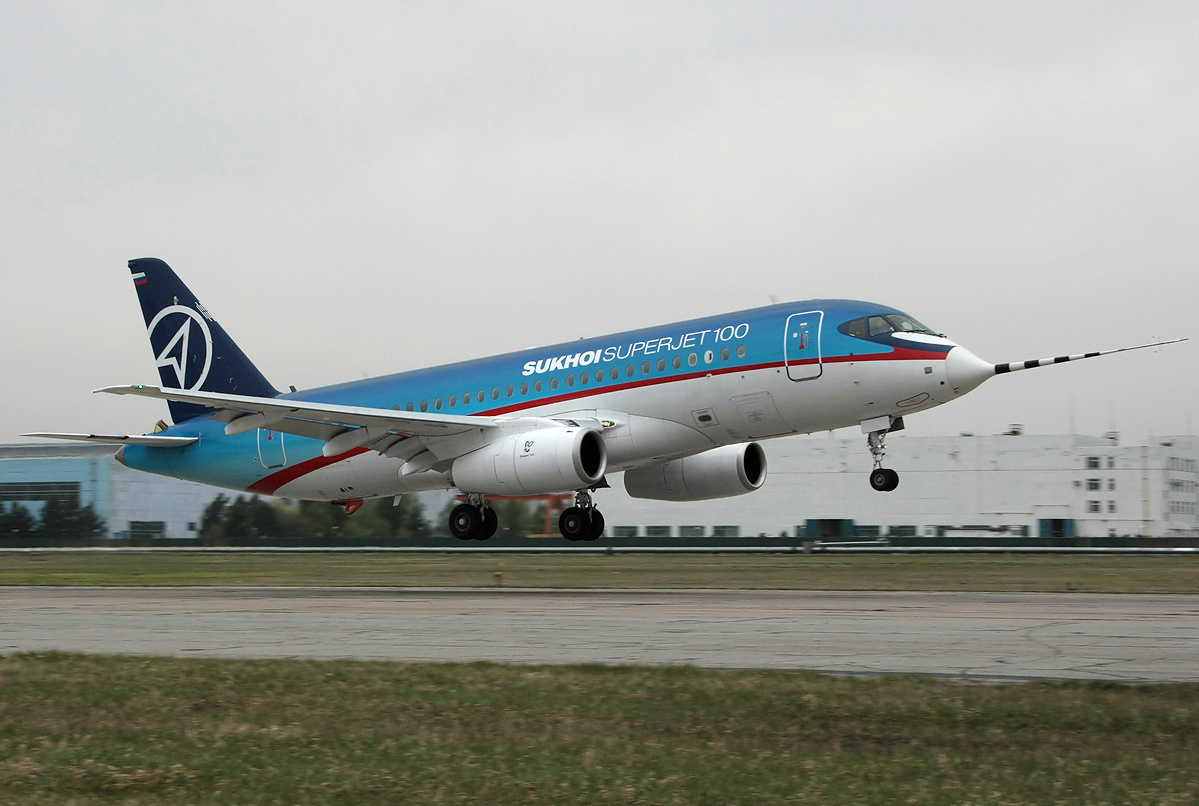
Beispiel für einen Flugzeug-Prototyp: Das Testexemplar des Suchoi Superjet 100

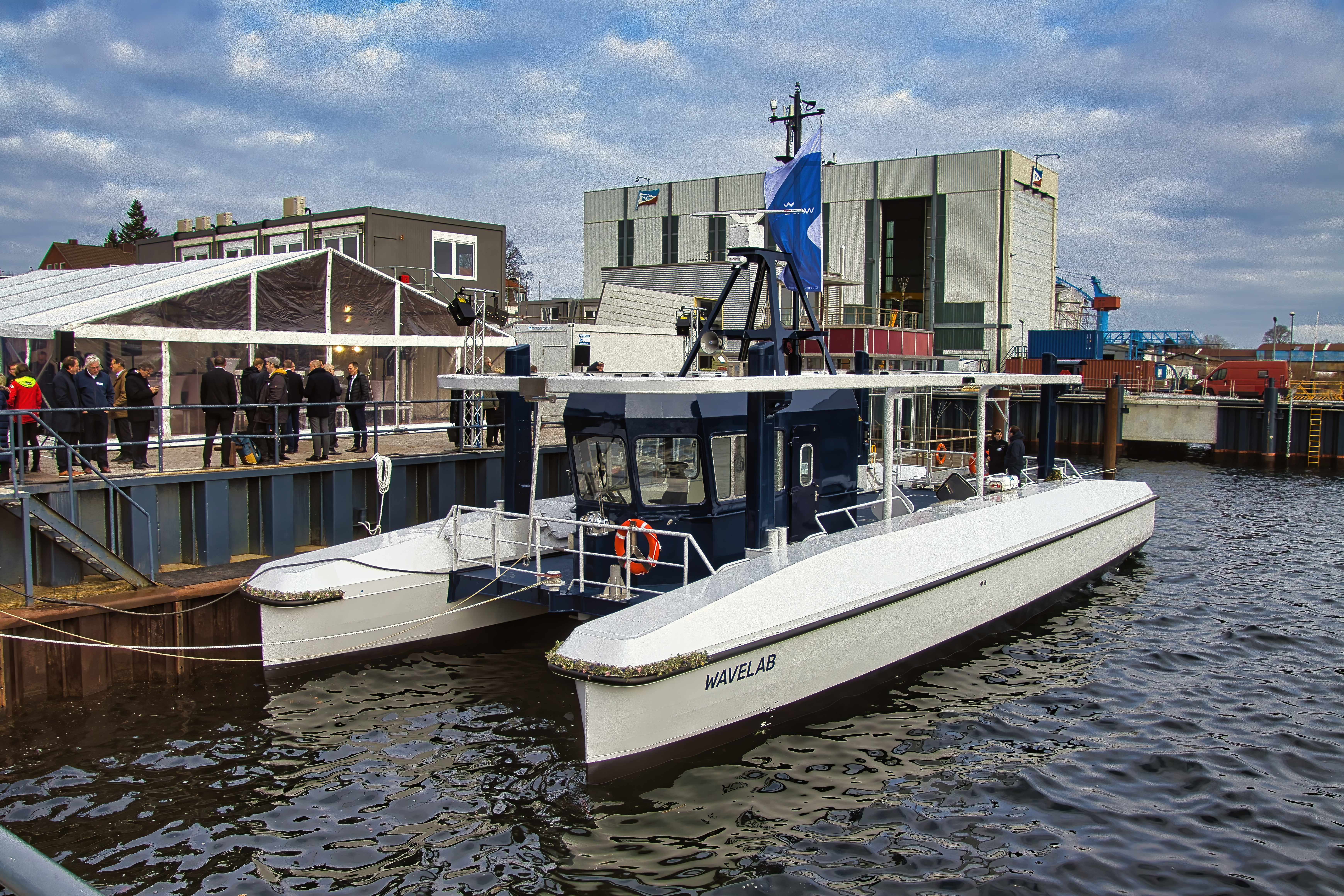
Beispiel für autonome Schifffahrt: Die Wavelab

## Eigenschaften
Im technischen Prototypenbau unterscheidet man je nach Detaillierungsgrad zwischen:
- Designprototyp: Konzeptmodell zur Überprüfung ästhetischer und ergonomischer Merkmale
- Geometrischer Prototyp: Maßgenaues Modell für erste Montage- und Gebrauchsversuche und zur Konkretisierung des (Material-)Anforderungsprofils
- Funktionsprototyp: Prototyp, der bereits entscheidende funktionale Eigenschaften eines später in Serie gefertigten Bauteils aufweist
- Technischer Prototyp: Mit dem Endprodukt weitgehend identisches Versuchsmodell

Bei Kleinserien von Prototypen (z. B. Vorserienfahrzeuge der Automobilindustrie) spricht man auch von „Industrial Prototyping“.
Prototypen müssen nicht unbedingt aus materiellen Objekten bestehen – ein Prototyp kann beispielsweise auch eine einfache Implementation einer Software (siehe Prototyp in der Softwareentwicklung) oder ein dreidimensionales CAD-Modell sein. Auch Dienstleistungen und bestimmte Kommunikationsmaßnahmen können in Form von Prototypen getestet werden, z. B. im Rahmen eines Service Design Projektes.
Ein Prototyp in der Automobilindustrie, der zu geheimen Testfahrten verwendet wird, wird als Erlkönig bezeichnet. Dieser besitzt bereits alle wesentlichen Merkmale des zukünftigen Serienfahrzeuges. Er wird meist durch Abdeckungen und Verkleidungen verändert, damit das genaue Aussehen nicht vorzeitig öffentlich wird.
Zur Differenzierung zwischen Forschungs- und Entwicklungstätigkeiten werden im wissenschaftlichen Umfeld, besonders im Hinblick auf Fördermaßnahmen Prototypen von Funktionsmustern und Erprobungsträgern abgegrenzt. Unter einem Prototyp wird dabei ein seriennahes Gerät verstanden, das in Form, Gestalt, Bedienung und Herstellung dem Endprodukt bereits weitgehend ähnelt. Ein Funktionsmuster dient nur zur Versuchsdurchführung und zum Test einzelner Teilfunktionen des projektierten Seriengerätes. Ein Erprobungsträger grenzt sich noch stark vom projektierten Seriengerät ab. Die Konstruktion, der Aufbau und die Versuchsdurchführung in Verbindung mit Funktionsmustern und Erprobungsträgern werden häufig als Forschungstätigkeit gewertet.

## Verfahren
Da bei der Herstellung von Prototypen noch nicht die rationellen Fertigungsmöglichkeiten einer Massenproduktion bzw. Markteinführung (mit allen zugehörigen Prozessschritten) zur Verfügung stehen, sind diese oft deutlich teurer als die späteren Serienmodelle. Zur schnellen und kostengünstigen Herstellung von physischen Prototypen stehen moderne Verfahren zur Verfügung, die den gesamten Produktentstehungsprozess effizient gestalten:
- Rapid Prototyping als Fertigungsverfahren
- Virtual Prototyping bzw. digital Prototyping als computerbasierte Simulation
- Rapid Control Prototyping (RCP) als Entwurfsmethode zur Regelungs- und Steuerungsentwicklung